# ولاية دلتا
ولاية دلتا هي إحدى الولايات الست وثلاثين المكونة لنيجيريا. الإنجليزية هي اللغة الرسمية.

## أعلام
- نجوزي أوكونجو إيويالا
- سامسون اوبواكبو
- إدوارد بولو

## وصلات خارجية
- www.deltastate.gov.ng